# Hyo di Samhan
Hyo (효왕?, 孝王?; fl. II-I secolo a.C.) è stato un sovrano coreano, re dal 113 al 73 a.C. della confederazione di Mahan.
Il suo nome personale era Hyeong (형?, 亨?). Fu succeduto da Yang.